# Pocket
Pocket（前称Read It Later）是一个用于管理互联网文章的应用程序及服务。

## 功能
用戶平日可以把不同頁面加進Pocket，日後透過列表或標籤重新開啟，然而无法查看文章中的Flash。
- 可以调整字体大小、背景等，使阅读更舒适。
- 可以只下载文本或文本和图像，以用於離線浏览；電腦版本的原始設定，則為下載整個頁面。
- 若某網頁来源（如Wikipedia.org）的内容比較多，Pocket将创建一个部分，專門用作展示从该網站而來的文章[3]。

Pocket免费版本仅有Pro版本的部分功能，例如只能顯示部分最近錄入或開啟的網頁。

## 历史
Read It Later最早由Nathan Weiner于2007年8月发布，只可以用于计算机。
随着产品使用人数的增多，他在用户数量达到几百万时將办公室搬至了硅谷，另外四人加入了Read It Later团队。
Nathan的創造Read It Later是為了製造像TiVo公司网页内容的应用程序，不担心iOS的Instapaper及Safari“阅读列表”功能的竞争，並指出只有不到1%的用户使用iOS平台的Safari浏览器。
后来，Read It Later在2012年获得了250万美元的2011年和额外的500万美元的风险投资。除了一些无名天使投资人，资金来自基金会的资金，基线风险投资公司，Google风险投资公司，以及创始人集体投资。
起初Read It Later提供免费和包含更多功能的付费版。在改名为Pocket后，所有付费功能都在免费且无广告的应用中提供。2014年5月，Pocket推出了付费服务Pocket Premium，增加了文章的存储空间并提供了更强大的搜索。
2017年2月27日，Mozilla宣佈收購Pocket。

2025年5月22日，Mozilla宣布Pocket将于2025年7月8日关闭。用户需要在2025年10月8日前导出数据。

## 客戶端
Pocket目前已有OS X、Windows、iOS、Android、Windows Phone、BlackBerry、Kobo eReader等平台的客户端，各種浏览器（例如Firefox）中亦有其附加元件。

## 用户数量
截止2014年5月，该应用程序拥有1200万用户，共计10亿次保存。
2007-2011年，用户总共存放了 1.7 亿条项目，但在2012年有 2.4 亿个项目被存至Pocket。
根据Techcrunch，每天下載量達10,000，而其中有些是其它应用程序的需求，例如Twitter Read It Later的API。

## 评价
CNET的肯特说：
「Read It Later是非常实用的，可以用于保存所有的文章和新闻报道，我可以在上下班或排队等候时阅读。」
PC世界的Erez Zukerman说，有足够的理由购买“方便的应用程序”以支持开发人员。
福布斯的Bill Barol认为，使用Read It Later工作较Instapaper更好，他说：
“它使我心爱的Instapaper的外观和感觉有点乏味。”
Pocket被時代雜誌评为2013年50个最佳Android应用。